# گووس
گووس روستایی در جنوب شرق استان سیستان وبلوچستان در شمال شهرستان دلگان قرار دارد 
جمعیت حدود ۲۰۰۰ نفر دارد

## جمعیت
این روستا در دهستان هودیان قرار دارد و براساس سرشماری مرکز آمار ایران در سال ۱۳۸۵، جمعیت آن ۴۱۲ نفر (۷۸خانوار) بوده‌است.